# Dschermuk

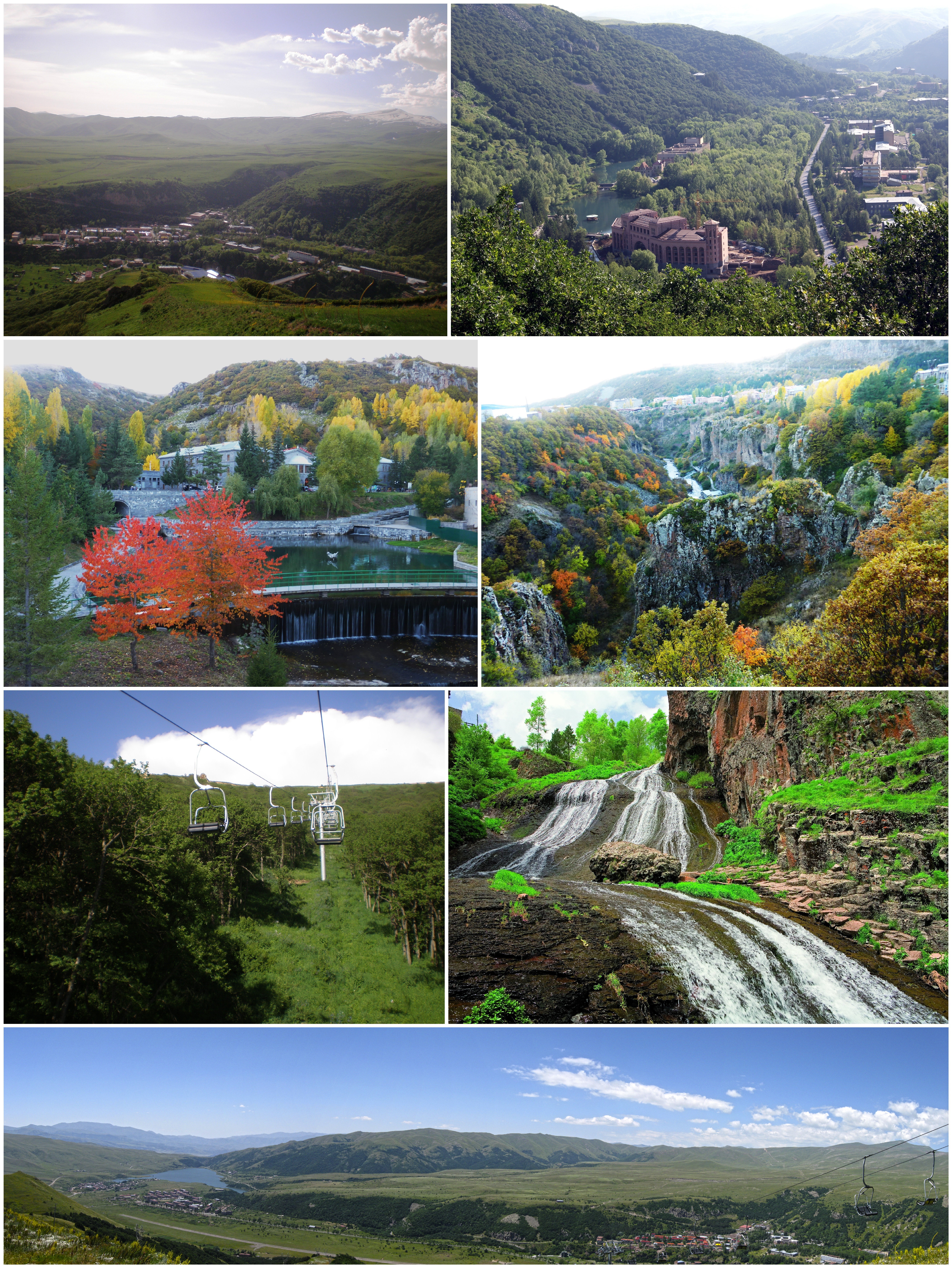
Dschermuk (2013)

Dschermuk (armenisch Ջերմուկ, in wissenschaftlicher Transliteration J̌ermowk, IPA: [d͡ʒɛɹ'mɯk]) ist ein Kurort in Armenien.
Dschermuk hatte bei der Volkszählung 2011 4346 Einwohner und liegt in einer landschaftlich reizvollen Gegend der Provinz Wajoz Dsor, in der es viele Thermalquellen gibt. Deshalb wurde Dschermuk zu Sowjetzeiten zu einem bekannten Kurort ausgebaut. Außerdem wird hier Mineralwasser abgefüllt. Die Zufahrtsstraße führt oberhalb des Arpa-Tals am Kloster Gndevank vorbei.
Zur Stadtgemeinde Dschermuk (Ջերմուկի քաղաքային համայնք, Dschermuki kaghakajin hamajnk) gehört neben der Stadt das etwa vier Kilometer südlich gelegene Dorf Ketschut mit 884 Einwohnern, sodass die Gesamteinwohnerzahl der Gemeinde 5230 beträgt (Stand 2011).
Nachdem in Armenien in der zweiten Hälfte der 1990er Jahre nach Jahren der Krise ein Wirtschaftsaufschwung einsetzte, plant man nun, Dschermuk neuen Glanz zu verleihen. Dazu soll auch das in Armenien sehr populäre Schachspiel beitragen. Seit 2006 findet hier jährlich ein internationales Jugendturnier statt. Erster Sieger wurde der armenische Jugendweltmeister Sawen Andriasjan. Die armenischen Spitzenspieler bereiten sich in Dschermuk oft auf größere Turniere vor, wie z. B. die armenische Nationalmannschaft um Lewon Aronjan vor dem Sieg bei der Schacholympiade in Turin 2006. Vom 8. bis 24. August 2009 fand in Dschermuk das fünfte von sechs Grand-Prix-Turnieren des Weltschachbundes statt, das Teil des Qualifikationszyklus zur Schachweltmeisterschaft war.

## Klima
|                       | Jan   | Feb   | Mär  | Apr  | Mai  | Jun  | Jul  | Aug  | Sep  | Okt  | Nov  | Dez  |   |       |
| Mittl. Tagesmax. (°C) | −2,5  | −1,7  | 2,0  | 7,1  | 13,4 | 17,7 | 21,6 | 22,9 | 19,3 | 13,4 | 5,6  | 0,4  | ⌀ | 10    |
| Mittl. Tagesmin. (°C) | −12,1 | −11,5 | −7,4 | −1,4 | 3,0  | 5,7  | 8,7  | 8,8  | 5,2  | 1,9  | −3,9 | −8,6 | ⌀ | −0,9  |
|                       |       |       |      |      |      |      |      |      |      |      |      |      |   |       |
| Niederschlag (mm)     | 64    | 74    | 83   | 103  | 97   | 71   | 42   | 26   | 24   | 65   | 63   | 67   | Σ | 779   |
|                       |       |       |      |      |      |      |      |      |      |      |      |      |   |       |
| Regentage (d)         | 13,1  | 13,4  | 15,7 | 16,2 | 17,9 | 12,9 | 7,7  | 5,8  | 5,8  | 9,6  | 10,1 | 12,3 | Σ | 140,5 |

| −12,1 |

| −11,5 |

| −7,4 |

| −1,4 |

| 3,0 |

| 5,7 |

| 8,7 |

| 8,8 |

| 5,2 |

| 1,9 |

| −3,9 |

| −8,6 |

| −12,1 |

| −11,5 |

| −7,4 |

| −1,4 |

| 3,0 |

| 5,7 |

| 8,7 |

| 8,8 |

| 5,2 |

| 1,9 |

| −3,9 |

| −8,6 |

## Städtepartnerschaften
- Saint-Raphaël, Frankreich
- Schtschutschinsk, Kasachstan